# Saint-Maclou-la-Brière
Saint-Maclou-la-Brière is een gemeente in het Franse departement Seine-Maritime (regio Normandië). De gemeente telt 470 inwoners (2018) en maakt deel uit van het arrondissement Le Havre.

## Geografie
De oppervlakte van Saint-Maclou-la-Brière bedraagt 5,0 km², de bevolkingsdichtheid is 87,4 inwoners per km².
De onderstaande kaart toont de ligging van Saint-Maclou-la-Brière met de belangrijkste infrastructuur en aangrenzende gemeenten.

## Bezienswaardigheden
- De Église Saint-Maclou

## Demografie
Onderstaande figuur toont het verloop van het inwonertal (bron: INSEE-tellingen).